# Vidovszky György
Vidovszky György (Budapest, 1968. március 28. –) magyar színházi rendező, drámapedagógus, tanár.

## Életpályája
1987–1992 között az ELTE magyar, mellette 1987–1993 között német szakos hallgatója volt. 1992–2000 között az ELTE esztétika szakát is elvégezte. 2000–2003 között a Színház- és Filmművészeti Egyetem drámapedagógia szakos hallgatója volt.
Az egyetem elvégzése után, 1993-ban a budapesti Vörösmarty Mihály Gimnázium tanára lett, ahol először filmet, majd drámát tanított 2011-ig. 1998–2002 között az Országos Diákszínjátszó Egyesület elnöke volt. 2001–2010 között a Keleti István Humán Szakközépiskola drámatanáraként is dolgozott. 1999–2005 között a Pázmány Péter Katolikus Egyetem esztétika szakának óraadó tanára, 2006–2008 között a Színház- és Filmművészeti Egyetem tanársegédje volt.
A Bárka Színház megalakulása óta folyamatosan dolgozott a teátrumban, 2001–2006 között produkciós vezetője. 2002-től elsősorban rendezőként dolgozott.
Később szabadúszóként több színházban is rendezett. 2015-2025 között a Kolibri Színház rendezője volt. 2025-től az ASSITEJ Gyermek- és Ifjúsági Színházak Nemzetközi Szövetsége Magyar Központjának elnöke.
2007-től részben Dublinban él, és oktat a St. Patrick’s College-on és a Dublin City University-n, ahol 2025-ben doktorált.

## Fontosabb színházi rendezései
- Eleanor Bishop – Karin McCracken: Igen, igen, igen! (Kolibri Színház, 2025)
- Agnes De Lestrade – Tóth Réka Ágnes: A gigantikus szógyár (Vaskakas Bábszínház, 2024)
- Ottlik Géza – Gyarmati Kata: Iskola a határon (Zentai Magyar Kamaraszínház, 2024)
- Tasnádi István – Fehér Renátó: Urbán legendák – A tartozás (Kolibri Színház, 2024)
- Róbert Júlia: Szülőjavító (Káva Kulturális Műhely – Kolibri Színház, 2023)
- Tom Schulman: Holt költők társasága (Átrium Színház, Budapest, 2023)
- Ken Kesey – Dale Wasserman: Kakukkfészek (Szegedi Nemzeti Színház, 2023)
- Móricz Zsigmond: Árvácska (Marosvásárhelyi Művészeti Egyetem, 2023)
- Móra Ferenc – Fábri Zoltán – Deres Péter – Vidovszky György: Hannibál tanár úr (Átrium Színház, Budapest, 2022)
- Esther Richardson – Cecilie Lundsholt – Eck Attila – Vidovszky György: Áruló (Kolibri Színház, Budapest, 2022)
- Szálinger Balázs: A csillagszemű juhász (Móricz Zsigmond Színház, Nyíregyháza, 2022)
- Petőfi Sándor: János Vitéz (Ciróka Bábszínház, Kecskemét, 2022)
- Tasnádi István: Közellenség (Jászai Mari Színház, Tatabánya, 2021)
- Patrick Ness – Siobhan Dowd – Vidovszky György: Szólít a szörny (Weöres Sándor Színház, Mesebolt Bábszínház, Szombathely, 2021)
- Eck Attila – Királyházi Csaba – Vidovszky György: Watergate, avagy az Időkripták rejtélye (Kolibri Színház, Budapest, 2021)
- Gimesi Dóra: Gabi és a repülő nagypapa (Ariel Ifjúsági és Bábszínház, Marosvásárhely, 2021)
- George Orwell – Horváth János Antal – Társulat: Állatfarm (Ciróka Bábszínház, Kecskemét, 2021)
- Krausz Attila – Tasnádi István: Tipli (Kolibri Színház, 2020)
- Anders Thomas Jensen – Kovács Krisztina – Vidovszky György: Ádám almái (Jászai Mari Színház, Tatabánya, 2020)
- Deres Péter – Vidovszky György: PIN:OKKIO (Pesti Magyar Színház, 2019)
- Alexandr Molcsanov: A gyilkos (Szegedi Nemzeti Színház, 2019)
- Háy János: Völgyhíd (Ariel Ifjúsági és Gyermekszínház, Marosvásárhely, 2018)
- Nightmare (Rémálom) (Kolibri Színház, Teatre VART, Jihiceske Divadlo, 2018)
- William Golding – Nigel Williams: A legyek ura (Marosvásárhelyi Nemzeti Színház, 2018)
- Ferdinand von Schirach: Terror (Jászai Mari Színház, Tatabánya, 2018)
- Mondj egy mesét! (Kolibri Színház, 2018)
- Michael Morpurgo – Kolozsi Angéla: A lepkeoroszlán  (Ciróka Bábszínház, Kecskemét, 2017)
- Varga Katalin – Veronaki: Gőgös Gúnár Gedeon (Jászai Mari Színház, Tatabánya – Veronaki, 2017)
- Eck Attila – Kristina Jalesto – Horváth Péter – Vidovszky György: Rövidzárlat (Kolibri Színház, VAT Teater, 2017)
- Szabó Borbála: Nincsenapám, seanyám  (Kolibri Színház, 2016)
- Tasnádi István: Majdnem 20 (Ördögkatlan Produkció, 2016)
- Bertolt Brecht: A kaukázusi krétakör (Budapest Bábszínház, 2016)
- Németh Ákos: Babett hazudik (RS9 Színház, 2016)
- Tasnádi István – Jeli Viktória: kettős:játék (Kolibri Színház, 2016)
- Tasnádi István: A Hullám (Hevesi Sándor Színház, Zalaegerszeg, 2015)
- Gimesi Dóra: A brémai muzsikusok (Ariel Ifjúsági és Gyermekszínház, Marosvásárhely, 2015)
- Fazekas Mihály – Tasnádi István: Lúdas Matyi  (Ciróka Bábszínház, Kecskemét, 2015; 2025)
- Molnár Ferenc – Deres Péter – Vidovszky György: A Pál utcai fiúk (Marosvásárhelyi Nemzeti Színház, 2014)
- Frank Wedekind: Spring Awakening (Dublin Youth Theatre, 2014)
- Gimesi Dóra: Hamupipőke (Ciróka Bábszínház, Kecskemét, 2014)
- Bíró Bence: Fiúk (Szabad Kurzus Alapítvány, FÜGE, 2014)
- Tasnádi István: Közellenség (Pesti Magyar Színház, 2013)
- Szabó Borbála: Nincsenapám, seanyám (Stúdió K Színház, 2013)
- Móra Ferenc – Fábri Zoltán – Deres Péter: Hannibál tanár úr (Csiky Gergely Színház, Kaposvár, 2013)
- Győri Katalin: Delete (Kolibri Színház, 2013)
- Tasnádi István: A harmadik hullám (Bárka Színház, 2012)
- Tasnádi istván – Richard Hurford – Horváth Péter: Black Stone (Kolibri Színház, VAT Teater, EEA, Oulu, 2012)
- Anne Frank – Deres Péter: Anna Frank jegyzetek (Karinthy Színház, 2012)
- Ingmar Bergman – Gyarmati Kata: Fanny és Alexander (Újvidéki Színház, 2012)
- Molnár Ferenc – Deres Péter: A Pál utcai fiúk (Csiky Gergely Színház, Kaposvár, 2012)
- Tasnádi István: East Balkán (Bárka Színház, 2011)
- Kosztolányi Dezső – Deres Péter – Vidovszky György: Aranysárkány (Karinthy Színház, 2011)
- Tasnádi István: Cyber Cyrano (Kolibri Színház, 2010)
- Móricz Zsigmond: Árvácska (Karinthy Színház, 2010)
- Márai Sándor – Gyarmati Kata: Zendülők (Bárka Színház, 2009)
- Chimo: Lila története (Kolibri Színház, 2009)
- Frank Wedekind: A tavasz ébredése (Karinthy Színház, 2009)
- Cervantes: Don Quijote (Beregszászi Illyés Gyula Nemzeti Színház, 2008)
- Ödön von Horváth – Gyarmati Kata: Istentelen ifjúság (Bárka Színház, 2008)
- William Shakespeare: A Midsummer Night's Dream (Peacock Theatre, NYT, Dublin, 2008)
- Trebla, a bárány (Apró Színház, 2008)
- Molnár Ferenc – Deres Péter: A Pál utcai fiúk (Csokonai Színház, Debrecen, 2007)
- Simon Stephens: Kócsag (Kolibri Színház, 2007)
- Bertolt Brecht: The Caucasian Chalk Circle (Peacock Theatre, NYT, Dublin, 2007)
- Ottlik Géza – Gyarmati Kata: Iskola a határon (Bárka Színház, 2006)
- William Golding – Nigel Williams: A Legyek Ura (Bárka Színház, 2004)
- Molnár Ferenc – Deres Péter: A Pál utcai fiúk (Bárka Színház, 2002)

## Filmes és televíziós munkái
- A nagy füzet (rendezte: Szász János) 2012 – casting
- In the Circle (rendezte: John Taite – dokumentumfilm) 2008 – szereplő
- A Nap utcai fiúk (rendezte: Szomjas György) 2007 – casting
- Másnap (rendezte: Janisch Attila) 2003 – a rendező munkatársa
- I Ragazzi della Via Pal (rendezte: Maurizio Zaccaro) 2002 – dialóg edző
- Magyar Filmszemle (2001) – vitavezető
- Vinci, húzd ki magad! (dokumentumfilm) 1997 – rendező
- Szóbazár (1996-1998) – műsorvezető

## Díjai, elismerései
- Legjobb digitális adaptáció – Gyermek- és ifjúsági színházi kategória: Szólít a szörny (eSzínházi Fesztivál, 2022)
- Üveghegy-díj a legjobb ifjúsági előadásnak: Szólít a szörny (X. Kaposvári ASSITEJ Gyermek- és Ifjúsági Biennálé, 2022)
- Solténszky Tibor díj (Országos Diákszínjátszó Egyesület, 2020)
- Üveghegy-díj a legjobb gyermekszínházi előadásnak: Lepkeoroszlán (IX. Kaposvári ASSITEJ Gyermek- és Ifjúsági Színházi  Biennálé, 2018)
- Hevesi Sándor-díj (2018)
- Fesztiváldíj: Nincsenapám, seanyám (9. Gyermek- és Ifjúsági Színházi Szemle, Budapest, 2017)
- Üveghegy-díj a legjobb gyermekszínházi előadásnak: Lúdas Matyi (VIII. Kaposvári ASSITEJ Gyermek- és Ifjúsági Színházi  Biennálé, 2016)
- Köznevelési Díj: A harmadik hullám (VII. Kaposvári ASSITEJ Gyermek- és Ifjúsági Színházi  Biennálé, 2014 )
- Legjobb rendezés díja: East Balkán, A Pál utcai fiúk (VI. Kaposvári ASSITEJ Gyermek- és Ifjúsági Színházi  Biennálé, 2012)
- Színikritikusok díja a legjobb gyermek- és ifjúsági előadásnak: Cyber Cyrano (2011)
- Üveghegy-díj a legjobb ifjúsági színházi előadásnak: Cyber Cyrano (6. Gyermek- és Ifjúsági Színházi Szemle, Budapest, 2011)
- Üveghegy-díj a legjobb ifjúsági színházi előadásnak: Kócsag  (IV. Kaposvári ASSITEJ Gyermek- és Ifjúsági Színházi  Biennálé, 2008)
- Üveghegy-díj a legjobb ifjúsági színházi előadásnak: Iskola a határon (4. Gyermek- és Ifjúsági Színházi Szemle, Budapest, 2007)
- Fesztivál díj a kiemelkedő csapatmunkáért: A Legyek ura (III. Kaposvári ASSITEJ Gyermek- és Ifjúsági Színházi  Biennálé, 2006)
- Nívódíj: Árvácska (Ifj. Horváth I. Nemzetközi Amatőrszínházi Fesztivál, Kazincbarcika, 2006)
- Fődíj: Árvácska (Kaliope Amatőr Színházi Fesztivál, Budapest, 2006)
- Különdíj: A Legyek ura (3. Gyermek és Ifjúsági Színházak Találkozója, Budapest, 2005)
- Aranybabér díj: életműdíj a magyar diákszínjátszásban eltöltött évekért (Országos Diákszínjátszó Egyesület, 2003)
- Fődíj: A vihar kapujában (Magyar Művek Fesztiválja, Balassagyarmat, 2001)

## Fontosabb publikációk
- Csecsemők, gyerekek, tinédzserek színháza (10. Színházi Olimpia) 2023
- A gyermek- és ifjúsági színház sajátosságai (Magyaróra, 2022 dec.)
- A Jancsó-életmű feledésbe merülő (video)képei (Filmtett – Erdélyi Filmes Portál, 2005) »»
- Film- és médiafogalmak kisszótára (társszerző), 2002 »»
- A videokép mint a belső vágás eszköze Jancsó Miklós filmjeiben (Metropolis, 2002/1.) »»
- Bánk bán – Zenére festett filmképek – beszélgetés Zsigmond Vilmos operatőrrel (magyar.film.hu, 2001) »»
- Csocsó – Az optimizmus diadala – beszélgetés Koltai Róberttel (magyar.film.hu, 2001) »»
- Jancsó, a király (Filmvilág, 2001. március) »»
- Egygrammos enciklopédiák – Mozgó-kép-tár (Iskolakultúra, 2001. jan.) »»
- Vigyázat, jönnek a diákszínjátszók! (Játékos, 2001. tavasz)
- Generációváltás, avagy rosszfiúk bejövetele – A magyar film 2000-ben (in: Tények és tanok 1. 2000-2001)
- A diákszínjátszás (in: Alkotó emberek – Amatőr művészetek az ezredfordulón, 2001)
- Belső montázs harminchárom évről (Interjú Kende Jánossal) (Metropolis, 2000. tél) »»
- 698 megabájt szellemi kihívás – Jancsó CD-ROM (Iskolakultúra, 2000. okt.) »»
- Vasvári Emese – Csupa e betűvel (magyar.film.hu, 2000) »»
- Így jöttem (Jancsó Miklós két vagy több élete) (magyar.film.hu, 2000. szept.)
- Gondolatok a tankönyvtárhoz (Metropolis, 1999. tél) »»
- Filmkritikák (Filmvilág, 1996-2002) »»
- És mégis mozog a föld – Enyedi Ildikó: Simon Mágus (Filmkultúra, 1999. okt.) »»
- Filmklubszervezés (társszerző) Faludi Akadémia, 1999